# Oreaster reticulatus
Oreaster reticulatus is een zeester uit de familie Oreasteridae. De wetenschappelijke naam werd in 1758 gepubliceerd door Carl Linnaeus in de tiende editie van Systema naturae.
O. reticulatus is een van de zwaarste zeesterren ter wereld met een doorsnee van wel 50 centimeter. Hij leeft voor de kusten van Florida en de Bahama's.